# Polat Kemboi Arıkan
Polat Kemboi Arıkan (* 12. prosince 1990 jako Paul Kipkosgei Kemboi) je turecký atlet, běžec keňského původu, který se věnuje dlouhým tratím. V roce 2012 se stal mistrem Evropy v běhu na 10 000 metrů.
Turecko reprezentuje od června 2011. Nejúspěšnější sezónou pro něj byl zatím rok 2012 - tehdy získal na evropském šampionátu v Helsinkách bronzovou medaili v běhu na 5000 metrů a zvítězil na dvojnásobné trati. Jeho osobní rekord v běhu na 5000 metrů 13:05,98 pochází z roku 2011, svůj dosud nejlepší čas na 10 000 metrů 27:38,81 zaběhl na londýnské olympiádě, kde skončil devátý.
Titul evropského šampiona v běhu na 10 000 metrů získal podruhé v roce 2016 v Amsterdamu.